# Lambert Lombard
Lambert Lombard (nascut a Lieja el 1505 o 1506 i mort a la mateixa ciutat a l'agost de 1566) era un arquitecte, pintor, gravador, arqueòleg, historiador l'art, típic homo universalis del Renaixement.

## Biografia
La seva formació artística va començar a Anvers i Middelburg on va conèixer Jan Gossaert i Jan van Scorel. Des del 1532 està citat com a pintor de la cort d'Erard de la Mark. Va viatjar a França i Alemanya. Al seu retorn a Lieja va fundar una acadèmia. La majoria de la seva obra va desaparèixer al llarg de la història.
El 1537 Erard de la Mark va enviar-lo a Roma en una delegació conduïda pel cardenal Reginald Pole per a adquirir obres d'art i per a continuar la seva formació. Va descobrir el renaixement italià, l'obra de Michelangelo i Raffael. Al seu retorn, va introduir les idees italianes a l'arquitectura de Lieja i va crear una primera acadèmia d'art, precursor de l'Acadèmia de Belles Arts fundada el 1775 pel príncep-bisbe Francesc Carles de Velbrück.
Quan el departament d'arquitectura de l'acadèmia velbrückiana va esdevenir un institut independent el 1972, va prendre en honor de l'artista el nom d'Institut Lambert Lombard fins que el 2010 va ser integrat en la nova facultat d'arquitectura de la Universitat de Lieja.

## Obra
Arquitectura
- La Casa Torrentius de Lieja
- El Portal de l'església de l'abadia de Sant Jaume a Lieja

Pintura i dibuixos
- Clàudia Quinta o les Dones Virtuoses
- Autoretrat (va figurar de 1962 a 1977 als bitllets de 100 francs belgues)[5]

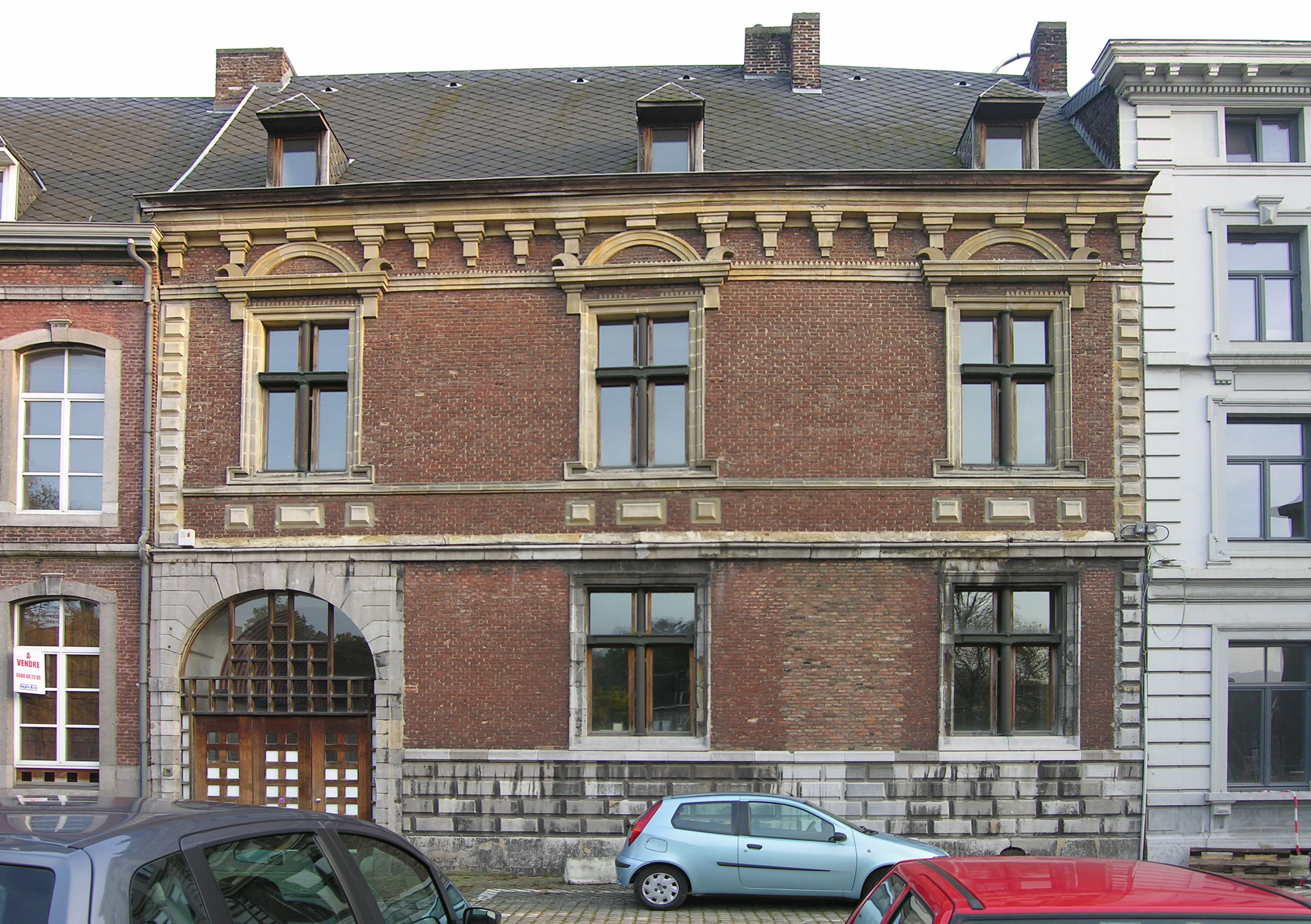
Casa Torrentius a Lieja, atribuïda a Lombard, restaurada per Charles Vandenhove
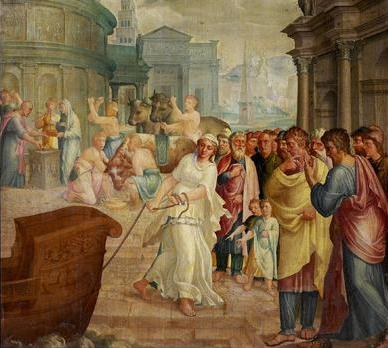
Clàudia Quinta o Les Dones Virtuoses
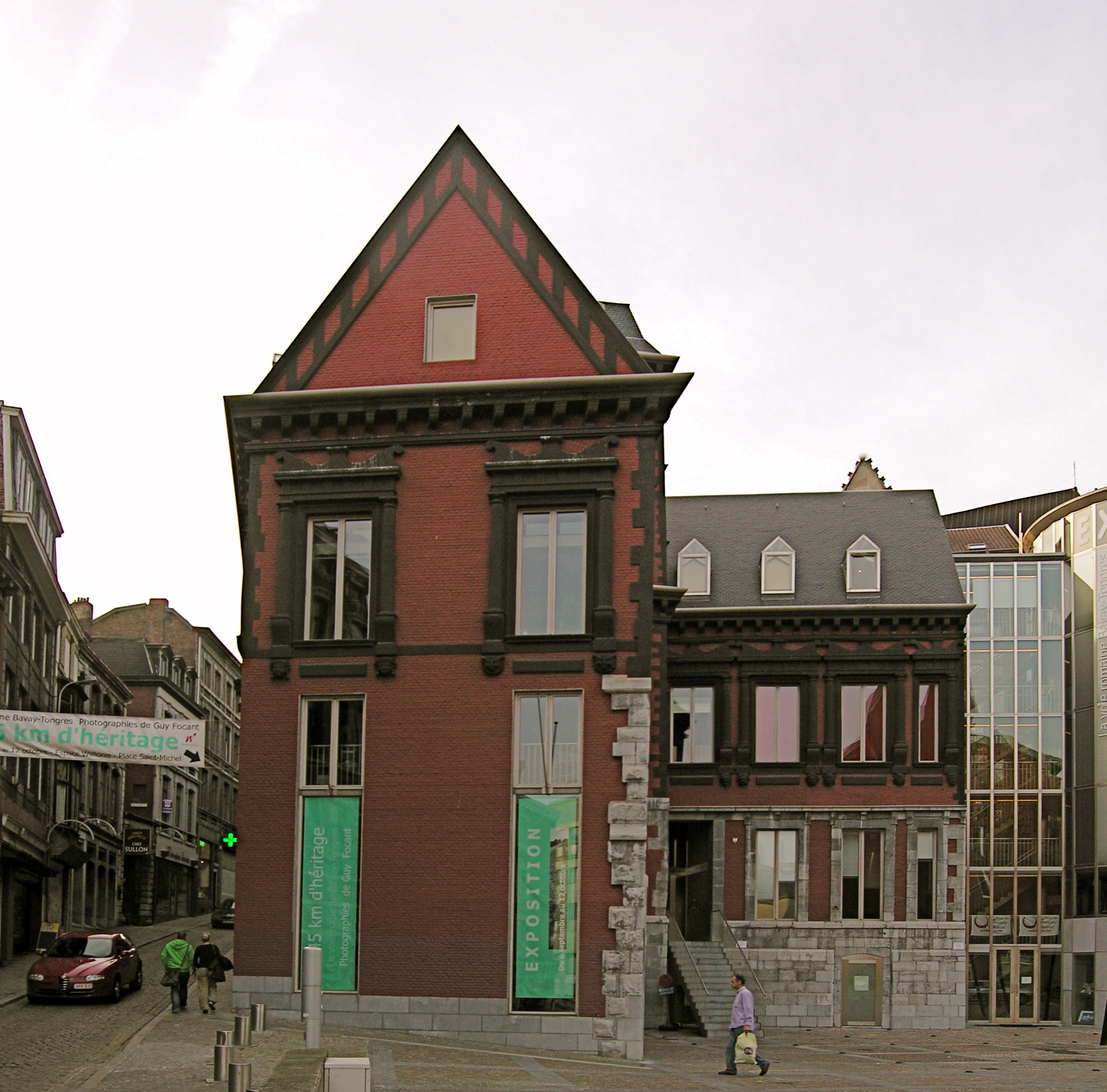
El casal de la família d'Elderen atribuït a Lambert Lombard.
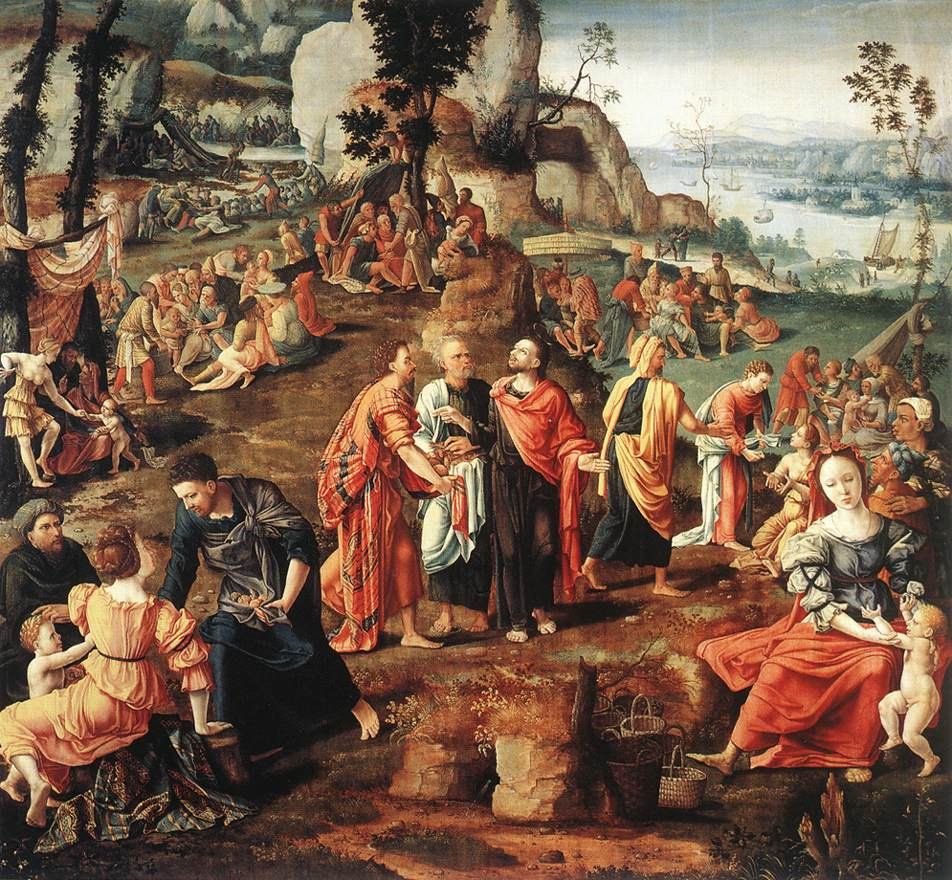
Miracle dels peixos i del pa